# Occidryas tiogaensis
Occidryas tiogaensis är en fjärilsart som beskrevs av Gunder 1929. Occidryas tiogaensis ingår i släktet Occidryas och familjen praktfjärilar. Inga underarter finns listade i Catalogue of Life.